# Friedrich Karl Waechter
Pour les articles homonymes, voir Waechter.
Friedrich Karl Waechter (né le 3 novembre 1937 à Dantzig, mort le 16 septembre 2005 à Francfort-sur-le-Main) (signant F. K. Waechter) est un dessinateur, caricaturiste et auteur de livres pour enfants et de pièces de théâtre allemand.

## Biographie
Ce fils d'un professeur grandit à Tiegenhof. Durant l'hiver 1945, la famille fuit à Warnemünde puis à Sahms (Schleswig-Holstein). Entre-temps le père est tué pendant la guerre.
Friedrich Karl va à l'école à Ratzebourg où il montre très tôt son talent pour le dessin. Un an avant l'abitur, il quitte l'école pour étudier dans une école d'art de Hambourg puis travaille dans un service d'annonces à Fribourg-en-Brisgau. Par ailleurs, il fait des dessins pour le journal twen et se fait remarquer par le fondateur du satirique Pardon qui lui demande de collaborer à son projet. Il critique sa mise en page et envoie ses propositions si bien qu'il devient responsable de ce journal. En avril 1962, il en dessine son symbole, le petit diable saluant de son chapeau. Il développe son talent pour le dessin comique. Avec Robert Gernhardt et F. W. Bernstein, il publie des dessins de non-sens dans Welt im Spiegel.
Parmi les dessinateurs allemands du début des années 1960, F. K. Waechter ne trouve pas de modèle, préférant les Américains comme Saul Steinberg. Avec Robert Gernhardt, F. W. Bernstein, Eckhard Henscheid, Chlodwig Poth, Bernd Eilert, Peter Knorr et Hans Traxler, il fonde la Nouvelle école de Francfort.

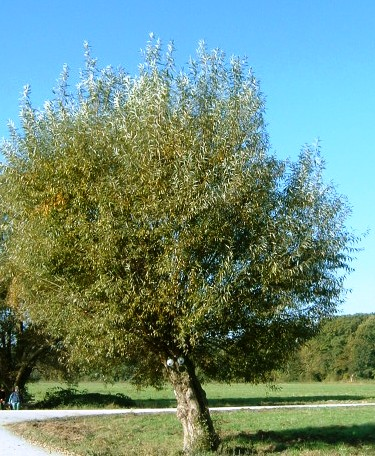
Struwwelpeter-Baum

Waechter travaille ensuite comme artiste indépendant à Francfort. Son premier succès est en 1970 Anti-Struwwelpeter, une parodie anti-autoritaire de Struwwelpeter. Plus tard, il prendra une distance avec ce livre, le jugeant trop simpliste.
En 1979, il est l'un des membres fondateurs du magazine satirique Titanic, pour lequel il travaille jusqu'en 1992. Cette année-là, il décide d'arrêter la caricature pour principalement les livres pour enfants, le théâtre en tant qu'auteur et metteur en scène et comme professeur dans des académies.
Waechter meurt dans la nuit du 16 septembre 2005 à l'âge de 67 ans d'une maladie pulmonaire. Il laisse derrière lui une femme et trois fils adultes. Sa tombe se trouve au cimetière principal de Francfort.
F. K. Waechter a créé une série d'objets dans les arbres qu'il lègue à la ville de Francfort. Après sa mort, elle est disposée dans une ceinture verte autour de la ville.
Son héritage comprend 3400 œuvres qui reviennent au Wilhelm Busch Museum (de), musée pour le dessin à Hanovre, qu'il a choisi au détriment de celui de Francfort, pour garder une certaine unité.
Son fils Philip Waechter (de) travaille également comme illustrateur de livres pour enfants.

## Édition en français
- Jeux, traduit de l'allemand par Gérard Pussey, Thierry Luterbacher et Christian Poslaniec, L'École des loisirs, 1981.

## Récompenses
- 1975 : Deutscher Jugendliteraturpreis pour Wir können noch viel zusammen machen
- 1975 : Deutscher Jugendliteraturpreis pour Der rote Wolf
- 1995 : Prix e.o.plauen pour l'ensemble de son œuvre